# Kultura Hatvan
Kultura Hatvan – kultura archeologiczna ze wczesnej epoki brązu. Jej nazwa pochodzi od eponimicznego stanowiska w Hatvan, w północno-środkowej części Węgier.

## Chronologia i obszar występowania
Kultura Hatvan datowana jest na okres epoki brązu A2 według chronologii Paula Reineckego (1950–1700 p.n.e.). Jej początków można jednak doszukiwać się już od 2100 lat p.n.e. Jest ona kontynuacją rozwoju północnej części kultury Vučedol-Zók, natomiast późna jej faza jest współczesna kulturze Otomani. Zajmowała ona obszar północnych i wschodnich Węgier, poczynając od kolana Dunaju na zachodzie, aż do górnej Cisy na wschodzie. Wiele jej stanowisk znamy z obszaru Gór Bukowych.

## Osadnictwo i gospodarka
Ludność kultury Hatvan zajmowała się uprawą ziemi i hodowlą. Osadnictwo lokowano głównie w miejscach z natury obronnych (zwłaszcza w Górach Bukowych i Mátrze). Zamieszkiwano ufortyfikowane osady, wznoszone na tellach.

## Obrządek pogrzebowy
Stosowano powszechnie ciałopalny obrządek pogrzebowy. Występują tu groby jamowe, bardzo mało jest natomiast grobów popielnicowych. Inwentarz w grobach jest podobny do inwentarzu kultury pucharów dzwonowatych. Występują więc tutaj typowe dla wspomnianej kultury puchary, płytki łucznicze do ochrony przedramienia, guzki z otworami V-kształtnymi. Groby szkieletowe są w kulturze Hatvan bardzo nieliczne.